# Mikhail Klimov
Pour les articles homonymes, voir Klimov et Klimov (homonymie).
Mikhaïl Mikhaïlovitch Klimov (en russe : Михаил Михайлович Климов), né le 8 novembre 1880 (20 novembre 1880 dans le calendrier grégorien) à Saint-Pétersbourg (Empire russe) et mort le 9 juillet 1942 à Tbilissi, en République socialiste soviétique de Géorgie (Union soviétique), aujourd'hui en Géorgie, est un acteur de théâtre et de cinéma soviétique et russe.
Artiste du peuple de l'URSS (1937).

## Biographie
De 1909 à 1940, Mikhail Klimov est l'un des principaux acteurs du théâtre Maly. Au cours des années 1920 et 1930, il est également un populaire acteur de cinéma, dans lequel il jouait généralement les rôles d'antagoniste du héros principal.
Mikhaïl Mikhaïlovitch Klimov meurt le 9 juillet 1942 à Tbilissi où il est enterré au cimetière de Veriya.

## Filmographie partielle
| Année | Titre                                             | Rôle                    | Remarques                        |
| ----- | ------------------------------------------------- | ----------------------- | -------------------------------- |
| 1926  | Le Procès des trois millions                      | Le banquier Ornano      |                                  |
| 1927  | Garçon de restaurant                              | Shtoss, le manager      |                                  |
| 1929  | Khromoy barin (en) (litt. Le Gentilhomme boiteux) | Volkov                  |                                  |
| 1930  | La Fête de saint Jorgen                           | Vicaire                 |                                  |
| 1934  | Marionetki                                        | La, le Premier Ministre |                                  |
| 1937  | La Fille sans dot                                 | Mokiy Parmyonych Knurov |                                  |
| 1938  | L'Île au trésor                                   | Écuyer Trelawney        |                                  |
| 1942  | Giorgi Saakadze                                   | Prince Andukapar (voix) | rôle joué par Shalva Gambashidze |

## Prix et distinctions
- Artiste honoré de la RSFSR (en) (1928)
- Artiste du peuple de la RSFSR (1933)
- Artiste du peuple de l'URSS (1937)
- Ordre du Drapeau rouge du Travail (1937)

## Récompenses et distinctions
- Mikhaïl Klimov : Récompenses, sur l'Internet Movie Database